# Evgen Titan
Evgen Titan, slovenski športni delavec, hokejist na travi, trener, sodnik in organizator * 27. januar 1929, Murska Sobota, † 18. junij 2015, Murska Sobota, Slovenija.
Je pionir hokeja na travi v Prekmurju in ima glavne zasluge zato, da se je ta športna panoga razširila in obdržala v tej slovenski regiji. Že daljnjega leta 1965 je prejel Bloudkovo plaketo, petinštirideset let kasneje pa tudi Bloudkovo nagrado za življenjsko delo v športu.

## Igralska kariera
S hokejem na travi se je seznanil septembra leta 1948, ko je nastopil študij na Državnem inštitutu za fizkulturo (DIF) v Beogradu. Začel je igrati za HK DIF in nato kmalu prestopil k HK Čukarički, po krajšem tekmovalnem obdobju pa nato še v HK BASK. Igral je na mestu srednjega napadalca in bil znan po svoji hitrosti in iznajdlivosti pred nastprotnikovim golom. Skupaj z HK BASK je večkrat osvojil republiško prvenstvo Srbije, medtem ko so na zveznem nivoju morali priznati premoč HK Jedinstvo iz Zagreba, ki je bila najmočnejša ekipa v petdesetih letih dvajsetega stoletja v Jugoslaviji.
Leta 1952 je na tekmi proti Avstriji v Beogradu oblekel dres državne reprezentance Jugoslavije. Mednarodnih reprezentančnih tekem v hokeju na travi v tem obdobju praktično ni bilo, morda ena na vsake tri do štiri leta, tudi zato je njegov prvi nastop, postal hkrati tudi njegov zadnji nastop, v dresu z državnim grbom. Zanimiv je tudi podatek, da je vsa leta igranja za HK BASK kljub temu, da je Slovenec na turnirjih bratstva in enotnosti nastopal za srbsko republiško reprezentanco. Ko je po končanem študiju, leta 1953 nastopil službo profesorja na gimnaziji v Murski Soboti, je še vedno ostal član HK BASK. Treniral je doma sam in se ob sobotah z vlakom vozil na tekme v Srbijo in druge republike nekdanje Jugoslavije. Tak tempo je zdržal vse do leta 1957, ko je zaradi preobremenjenosti z delom in pomanjkanjem časa v Beogradu odigral svojo poslovilno tekmo za HK BASK. 
Kot neumornemu športnemu navdušencu, mu je kljub predhodnemu nasprotovanju šole, uspelo ustanoviti hokejsko sekcijo znotraj Športnega aktiva gimnazije (ŠAG) v Murski Soboti. Kmalu za tem so hokej začeli igrati tudi na Ekonomski srednji šoli (ESŠ) in z združenimi močmi so pod imenom Partizan Murska Sobota nastopili na slovenskem republiškem prvenstvu. Na presenečenje vseh so premagali favorizirano ekipo HK Kladivar Celje in postali republiški prvaki, naslov pa jim leta 1958 uspelo tudi obraniti. Leta 1958 je prvič zaigral tudi za republiško reprezentanco Slovenije in bil ob zmagi v Murski Soboti, pred 800 gledalci proti Hrvaški s 3:2, tudi kapetan reprezentance. Za slovensko republiško reprezentanco je nato nastopal in bil tudi njen kapetan do konca šestdesetih let dvajsetega stoletja.
Zaradi nestabilnega delovanja klubov v Murski Soboti je nato med letoma 1961 in 1964 igral za ESŠ Murska Sobota in trikrat osvojil prvenstvo Pomurja. Leta 1964 pa je bil s petnajstimi zadetki tudi kralj strelcev Pomurske lige. Sledilo je nastopanje za SŠTV Murska Sobota s katerimi je bil med letoma 1964 in 1967 dvakrat pomurski prvak. Nastopal je tudi za ŠŠD Enotnost Murska Sobota, kjer je leta 1975 tudi zaključil igralsko karero. Vmes je na jugoslovanskem zveznem nivoju igral tudi za HK Pomurje. Za najboljši rezultat s HK Pomurje gotovo šteje 5. mesto v zvezni ligi zahod v sezoni 1971/1972.

## Trenerska kariera
Kot pionir hokeja na travi v Prekmurju in kot diplomant DIF-a, je bil trener praktično vsake ekipe, za katero je v domači pokrajini tudi igral. Največji rezultatski uspeh je gotovo naslov slovenskega prvaka leta 1957 in 1958 s Partizanom Murska Sobota. Bolj kot sami rezultati je pomembno njegovo treniranje in ukvarjanje s hokejskimi začetniki in na ta način velik doprinos k popularizaciji hokeja na travi v Prekmurju.       

## Sodniška kariera
Po končani igralski karieri je postal tudi sodnik. Z dobrim sojenjem je kmalu postal tudi zvezni sodnik in sodil na najvišjem rangu tekmovanja v nekdanji Jugoslaviji. Sodil pa je tudi na mnogih prijateljskih mednarodnih turnirjih.

## Ostalo
Že leta 1961 je postal član upravnega odbora Zveze za hokej na travi Jugoslavije (SHNTJ). Kasneje je na SHNTJ postal tudi predsednik disciplinske komisije. Na slovenski zvezi je bil v različnih obdobjih član sodniške, tekmovalne in trenerske komisije. Leta 1993 pa je za eno leto prevzel tudi vodenje Zveza za hokej na travi Slovenije (ZHNTS). Ob praznovanju petdesetletnice ZHNTS je leta 2001 je prejel Zlato plaketo. 
Od lokalne do državne ravni je bil povezan z natanko 34 športnimi panogami. Za svoje vsestransko udejstvovanje v športu je že daljnega leta 1965, na prvi podelitvi teh priznanj, prejel Bloudkovo plaketo. Leta 2010 pa je prejel še Bloudkovo nagrado in se tako priključil v krog elitnih slovenskih športnikov in športnih delavcev, ki so prejeli obe najpomembnejši državni priznanji s področja športa.
Poznan je tudi kot avtor številnih likovnih del, številnih razstav, literarnih zapisov in tudi kot pesnik.
Bil je prvi, ki je začel s trasiranjem in nato markiranjem Pomurske planinske poti, pri njegovem delu so mu pomagali dijaki Srednje šole za telesno vzgojo Murska Sobota.
Leta 1999 je prejel tudi plaketo mestne občine Murska Sobota za njegovo delo na področju športa. Leta 2010 pa nato še eno občinsko priznanje in srebrnik mestne občine Murska Sobota.